# 草間滋
草間 滋（くさま しげる、1879年2月25日 - 1936年10月8日）は、日本の病理学者、細菌学者。医学博士（東京帝国大学、1914年）。
長野県出身。獨逸学協会学校、旧制第一高等学校を経て、1905年に東京帝国大学医科大学卒業、病理学教室にて山極勝三郎の下で病理学を専攻、1908年に伝染病研究所に移り、北里柴三郎の下で細菌学・血清学を学び、実験病理学などの論文を発表した。1910年にドイツのフライブルク大学に留学し、ルートヴィヒ・アショフに師事。ハンブルク熱帯病研究所に転じ、熱帯病学の研究に従事した。1913年に帰国、伝染病研究所技師となったが、1914年北里研究所の創立に参画して部長に就任。1919年に慶応義塾大学医学部が創設されると、教授に就任、病理学を担当するなど、日本における病理細菌学の権威として知られた。墓所は多磨霊園。
弟の草間偉は土木工学者。岳父に黒田和志、義兄に宗武志、長女の舅に横山一平。